# Паралелізм (музика)
Паралелі́зм (від грец. parallelos — той, що йде поруч) — рух голосів із збереженням постійного інтервалу між ними (паралелізм терцій, квінт, секст і т. д.). Рух самостійних
голосів паралельними квінтами і октавами (а також терціями, що утворюють тритон), у курсах класичної гармонії та поліфонії вважався забороненим, натомість паралелізм набув поширення у народному багатоголоссі, а також у музиці XX століття.

## Джерело
- Юрій Юцевич. Музика: словник-довідник. — Тернопіль, 2003. — 404 с. — ISBN 966-7924-10-6. (html-пошук по словнику, djvu)